# Lupinus sericeus
Lupinus sericeus är en ärtväxtart som beskrevs av Frederick Traugott Pursh. Lupinus sericeus ingår i släktet lupiner, och familjen ärtväxter.

## Underarter
Arten delas in i följande underarter:
- L. s. sericeus
- L. s. asotinensis
- L. s. barbiger

## Bildgalleri

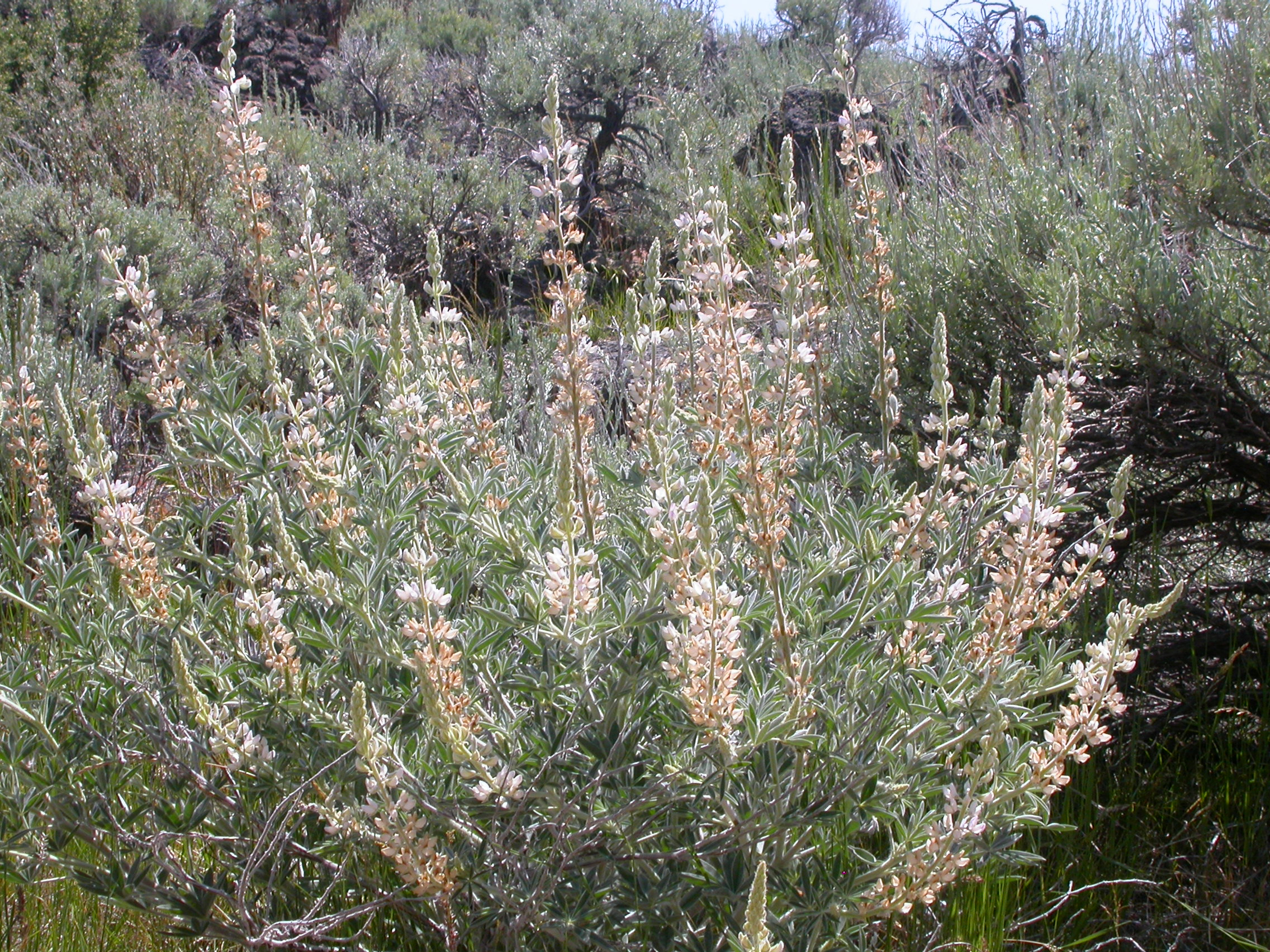
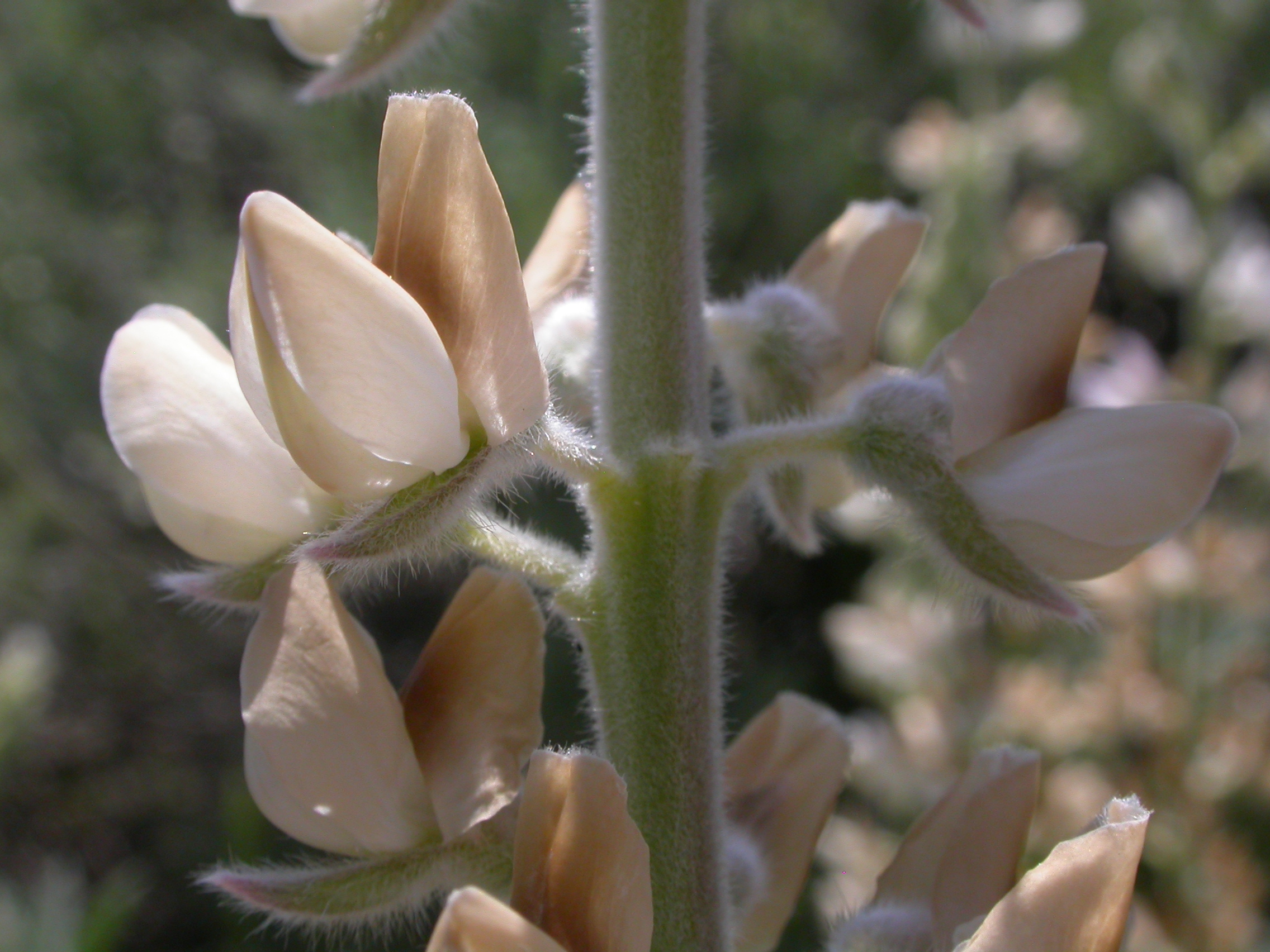
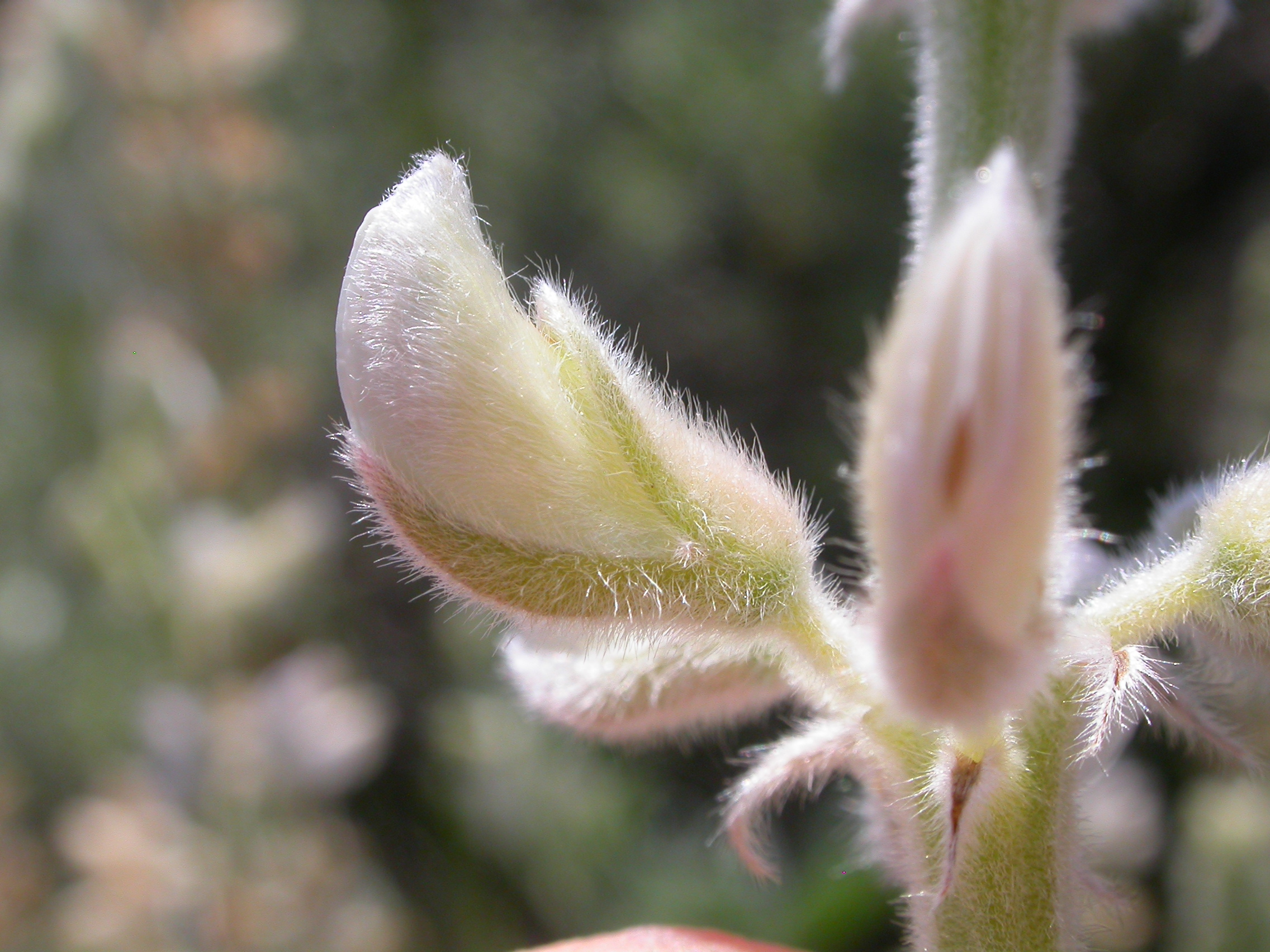
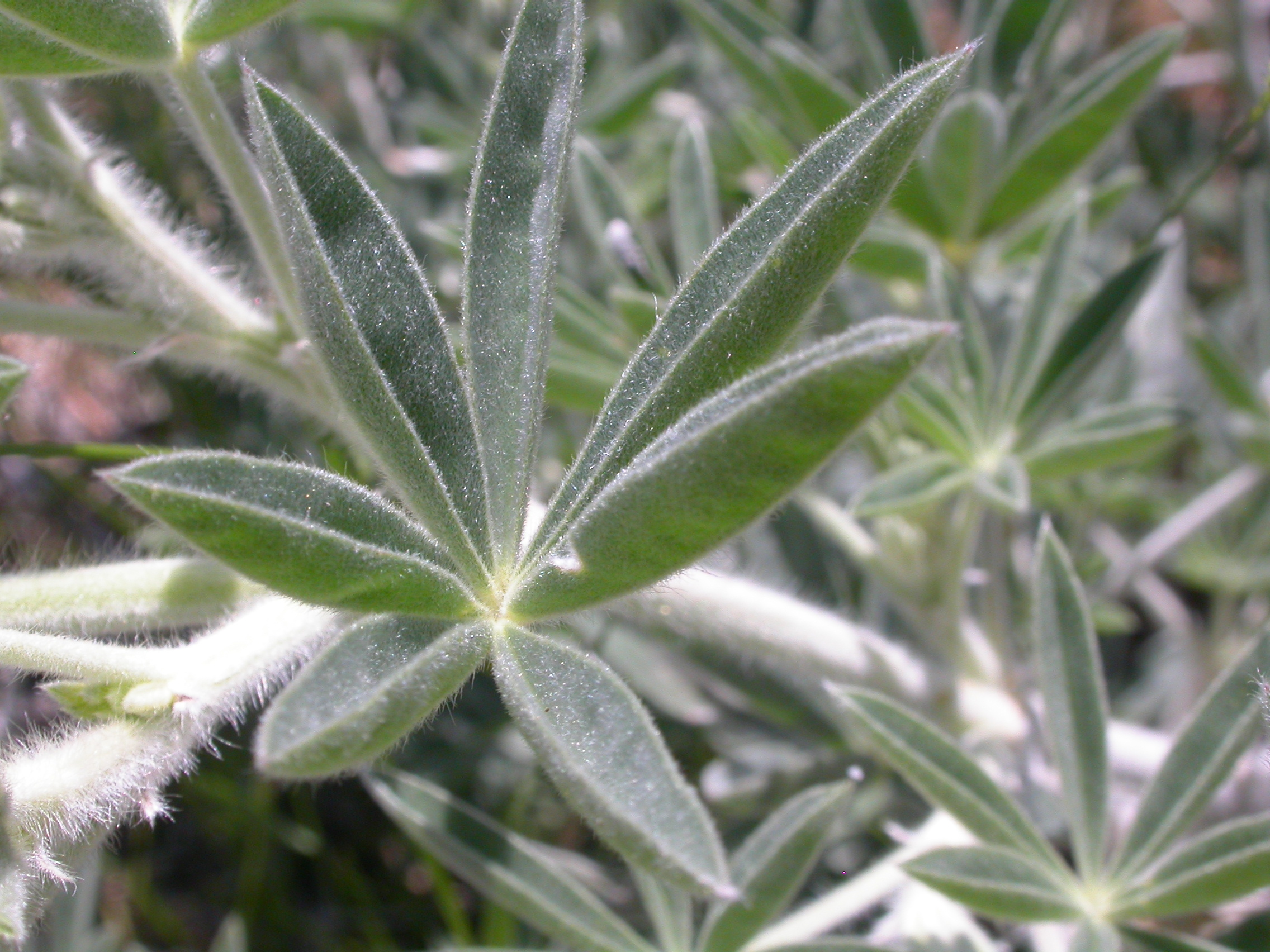